# Cologne (Lombardei)
Cologne ist eine norditalienische Gemeinde (comune) mit 7607 Einwohnern (Stand 31. Dezember 2023) in der Provinz Brescia in der Lombardei. Die Gemeinde liegt etwa 23 Kilometer westnordwestlich von Brescia und etwa 25 Kilometer südöstlich von Bergamo inmitten der Franciacorta am Fuße des Monte Orfano.

## Verkehr
Nördlich der Gemeinde verläuft die Autostrada A4 von Turin nach Triest. Durch Cologne selbst zieht sich die Strada Statale 573 l'Ogliese. Parallel dazu führt die Bahnstrecke Bergamo–Brescia. Ein Bahnhof besteht in der Gemeinde. 